# کاخ‌بان
کاخ‌بان‌ها یا شهرداران قصر، دیوانسالاران پادشاهان مروونژی (دودمان حاکم بر جغرافیای فرانسه امروزی در سده‌های ۵ام تا ۸ام میلادی) بودند.

## فهرست کاخ‌بان‌ها دراوسترازیا
- پارتمیوس؛ تا ۵۴۸ میلادی
- گوگو؛۵۶۷-۵۸۱ میلادی؛ در زمان کودکی شیلدبر دوم
- واندالنوس؛ از ۵۸۱؛ زمان کودکی شیلدبر دوم
- گوندولف؛ از ۶۰۰؛ زمان تودبر دوم
- لاندریک؛ تا ۶۱۲ میلادی؛ شاید در نوستریا هم همین جایگاه را داشته
- وارناخار؛۶۱۲-۶۱۳؛ در بورگوندی هم همین جایگاه را داشته
- رادو؛۶۱۳-۶۱۷
- هوگ؛۶۱۷-۶۲۳؛ نایب شهردار پیشین
- پپن بزرگ‌تر؛۶۲۳-۶۲۹؛ در زمان داگوبر یکم
- آنسژیزه؛۶۲۹-۶۳۹
- پپن بزرگ‌تر؛۶۳۹-۶۴۰؛ بازگشت به جایگاه پیشین
- اوتو؛۶۴۰-۶۴۲
- گریمول یکم؛۶۴۲-۶۵۶؛ مرگ به سال ۶۵۶ یا ۶۵۷
- وولفول؛۶۵۶-۶۸۰؛ همچنین بر نوستریا ۶۷۳-۶۷۵
- پپن میانه؛۶۸۰-۷۱۴؛ پس از پیروزی در نوستریا در سال ۶۸۷ دارای لقب دوک و شاه فرانک‌ها شد.
- تودول؛۷۱۴-۷۱۵؛ او فرزند نامشروع گریمول دوم بود، مرگ به سال ۷۴۱
- شارل مارتل؛۷۱۵-۷۴۱؛ فرزند نامشروع پپن میانه بود، او این جایگاه را در سالهای ۷۱۸-۷۴۱ در نوستریا نیز داشت
- کارلمان پسر شارل مارتل؛۷۴۱-۷۴۷؛ مرگ به سال ۷۵۴
- پپن کهتر؛۷۴۷-۷۵۱؛ همچنین در نوستریا ۷۴۱-۷۵۱؛ او در سال ۷۵۱ پادشاه فرانکها شد و در ۷۶۸ مرد.

## کاخ‌بان‌ها در نوستریا
- لاندریک؛ در زمان کلتر دوم، شاید این جایگاه را در اوسترازیا نیز داشته
- گوندولان؛۶۱۳-۶۳۹
- اگا؛۶۳۹-۶۴۱
- ارشینول؛۶۴۱-۶۵۸
- ابروان؛۶۵۸-۶۷۳؛ کنار گذاشته شده
- وولفول؛۶۷۳-۶۷۵؛ همچنین در اوستریا ۶۶۲-۶۸۰
- لودسیوس؛۶۷۵؛ کنار گذاشته شده
- ابروان؛۶۷۵-۶۸۰؛ بازگشت به جایگاه پیشین
- واراتون؛۶۸۰-۶۸۲؛ گیستمار پسرش او را کنار گذاشت
- گیستمار؛۶۸۲؛ جایگاه پدرش را به زور گرفت؛ مرگ به سال۶۸۳
- واراتون؛۶۸۲-۶۸۶، بازگشت
- برتار؛۶۸۶-۶۸۹؛ پسر واراتون، وی در جنگی از پپن میانه شکست خورد و اندکی پس از آن کشته شد
- پپن میانه؛۶۸۸-۶۹۵؛ او پیرو نوردربر بود
- گریمول دوم؛۶۹۵-۷۱۴؛ پسر پپن میانه بود
- تودول؛۷۱۴-۷۱۵؛ همچنین در اوسترازیا؛ او پسر نامشروع گریمول دوم بود، برای همین او را از نوستریا راندند، مرگ در سال ۷۴۱
- راژنفری؛۷۱۵-۷۱۶، در نوستریا به سال ۷۱۵ به قدرت رسید ولی از شارل مارتل شکست خورد و گریخت، مرگ به سال ۷۳۱
- شارل مارتل؛۷۱۸-۷۴۱؛ پسر نامشروع پپن میانه، وی بر اوسترازیا نیز فرمان می‌راند۷۱۵-۷۴۱
- پپن کهتر؛۷۴۱-۷۵۱؛ همچنین در اوسترازیا؛ در ۷۵۱ شاه فرانکها شد

## کاخ‌بان‌ها دربورگوندی
- وارناخار یکم؛۵۹۶-۵۹۹
- برتهولد
- پرتادیوس
- کلاودیوس
- وارناخار دوم؛۶۱۳-۶۲۶؛ همچنین در اوسترازیا
- گودینوس؛۶۲۶-۶۲۷
- برودولف؛۶۲۷-۶۲۸
- ویلبال؛۶۲۸-۶۴۲
- فلوشا؛۶۴۲؛
- رادوبرتوس؛۶۴۲-۶۶۶

از این پس دیوان بورگوندی با نوستریا یکی می‌گردد، گرچه بورگوندی بخشی جداگانه زیر چیرگی پادشاه نوستریا و بورگوندی می‌شود.کوتاه باید گفت که بورگوندی به دست این مرد افتاد:
- دروگو؛۶۹۵-۷۰۸؛ پسر پپن میانه؛ همچنین دوک شامپانی از ۶۹۰ میلادی و دوک بورگوندی از زمان مرگ نوردربر در سال ۶۹۷